# FC Metalurg Donețk
FC Metalurg Donețk este un club de fotbal din orașul Donețk, Ucraina.

## Titluri
- Premier Liha: 1

1996/97 Campioni
- A Doua Ligă de fotbal Ucraineană:

1995/96 Locul 2 Grupa "B"

## Jucători Notabili
| - Ricardo Ribeiro Fernandes - Serhiy Atelkin - Oleksandr Kosyrin - Serhiy Shyschenko - Yuri Virt |  | - Ara Hakobyan - Yegishe Melikyan - Bernard Tchoutang - Georgi Demetradze |  | - Gocha Jamarauli - Yaya Touré - Ibrahim Touré - Haruna Babangida |  | - Emmanuel Okoduwa - Pius Ikedia - Tony Alegbe - Andrés Mendoza |  | - Marian Aliuță - Daniel Florea - Jordi Cruyff - Aílton |

## Antrenori
| - Volodymyr Onyschenko (1997-1998) - Volodymyr Gavrylov (1998) - Igor Yavorsky (1999) - Semen Altman (1999-2002) - Oleksandr Sevydov (2003) - Wim Vrosch (2003) - Ton Kaanen (2003-2004) - Slavoljub Muslin (2004-2005) - Vitaly Shevchenko (2004-2005) - Oleksandr Sevydov (2005) - Stepan Matviiv (2006) - Ángel Alonso (2006) - Co Adriaanse (2006-2007) - Jos Daerden (2007) - Serhiy Yaschenko (2007-2008) - Nikolay Kostov (2008-) |

## Clasamentul UEFA
Clubul în sezonul european 2008-2009
- 144  (148)  Artmedia Petržalka (14.070)
- 145  (162)  Vålerenga IF (13.400)
- 146  (147)  Metalurg Donetsk (12.932)
- 147  (190)  AaB Aalborg (12.748)
- 148  (152)  Egaleo Athens (12.525)